# أبوليناريوس
أبوليناريوس (ولد في اللاذقية سورية عام 315 وتوفي عام 390) كان رجل دين مسيحياً وأسقفاً لمدينة اللاذقية. تلقى علمه عن والده الذي كان رجل دين واسع العلم في فترة حكم الإمبراطور الروماني جوليان المرتد. حسب المصادر المسيحية أمر الإمبراطور منع التعليم العام للمسيحية علم الاشعار الكلاسيكية للتلاميذ. كانت وجهة نظر أبوليناريوس في المسيح ان المسيح ليس بإنسان كامل ولكن يرى في التجسد الإلهي في المسيح أكبر من الشخصية البشرية. تحولت آراء أبوليناريوس إلى مدرسة فكرية ودخلت في جدال مع مدارس فكرية مسيحية أخرى.